# Catharina Paulowna van Rusland
Catharina Paulowna (Russisch: Екатерина Павловна Романова) (Poesjkin, 21 mei 1788 — Stuttgart, 19 januari 1819), grootvorstin van Rusland, was de dochter van tsaar Paul I van Rusland en diens echtgenote Sophia Dorothea Augusta Louisa van Württemberg.

## Jeugd
Catharina werd geboren op 21 mei 1788 tijdens de regering van haar grootmoeder, tsarina Catharina II van Rusland, de moeder van haar vader. Haar grootvader aan vaderskant was tsaar Peter III van Rusland. Haar grootouders aan moederskant waren hertog Frederik Eugenius van Württemberg en hertogin Frederika van Brandenburg-Schwedt. Catharina had twee oudere broers, drie oudere zussen en twee jongere broers.
Ze had een gelukkige jeugd en haar opvoeding werd zorgvuldig uitgezocht door haar moeder. Catharina was zeer hecht met haar broers en zussen, vooral met haar oudere broer grootvorst Alexander Pavlovitsj. Voor de rest van hun leven zouden beiden een goede vriendschap blijven onderhouden. Er werd gezegd dat zij een van de weinige mensen was die Alexander onvoorwaardelijk vertrouwde en dat Catharina zijn lievelingszuster was. De brieven die Alexander naar Catharina stuurde stonden vol met verheerlijkende zinnen: "Ik ben de jouwe, mijn hart en ziel behoort aan jou, de rest van mijn leven", "Hoe meer dagen er passeren, hoe meer ik jou liefheb" en "meer liefhebben dan ik jou liefheb is niet mogelijk". Catharina was ook haar moeders favoriete dochter. 

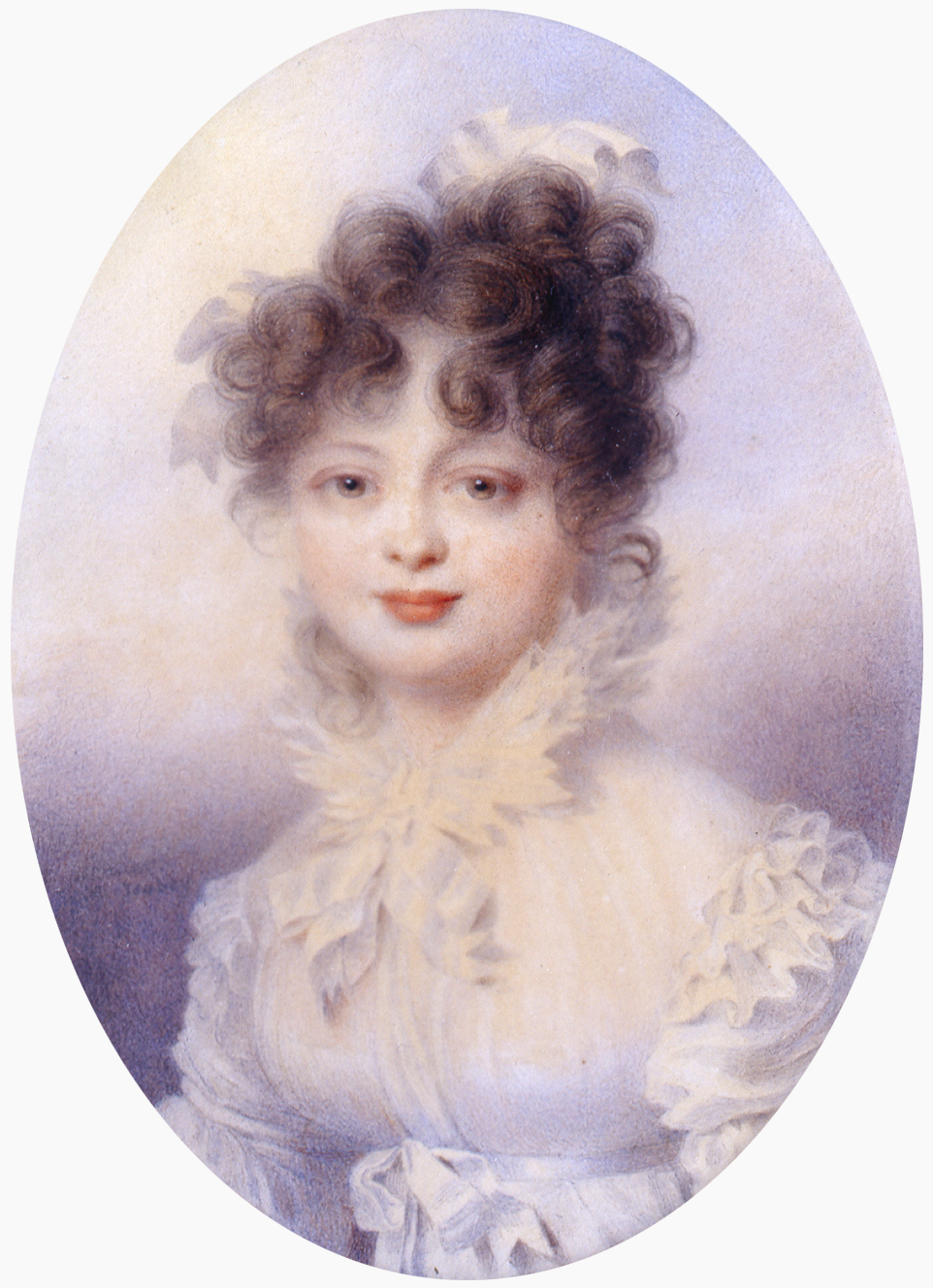
Grootvorstin Catharina van Rusland

Nadat de Franse keizer Napoleon I was gescheiden van zijn eerste vrouw, keizerin Joséphine wilde hij graag trouwen met een zus van tsaar Alexander I. Napoleon had zijn ogen laten vallen op grootvorstin Catharina en haar jongere zuster Anna. Op deze manier probeerde Napoleon de Russen voor zich te winnen. Maar toen Catharina's familie hoorde van dit idee, waren ze vol afschuw. En de oud-tsarina, Maria Fjodorovna, arrangeerde meteen een huwelijk voor haar dochter met hertog George van Oldenburg. De Franse keizer trad later in het huwelijk met aartshertogin Marie Louise van Oostenrijk de oudste dochter van de latere bondgenoot van Rusland, keizer Frans I van Oostenrijk.

## Huwelijken
Catharina was betrekkelijk mooi en meeslepend, en ze werd voor het eerst uitgehuwelijkt aan haar neef, George van Oldenburg, op 3 augustus 1809. Ook al was hun huwelijk gearrangeerd, Catharina was erg toegewijd aan haar man. George was de tweede zoon van Peter I, de hertog van Oldenburg en er werd gezegd dat hij zeer lelijk was. Maar Catharina was zeer aan haar man gehecht en hield zielsveel van hem. 
Bij hertog George kreeg Catharina twee zoons:
- Peter George Paul Alexander (30 augustus 1810 - 16 november 1829).
- Peter (26 augustus 1812 - 14 mei 1881), hij huwde Theresia van Nassau.

Zijn dood op 27 december 1812 aan tyfus deed haar dan ook zeer veel pijn. De weduwe Catharina reisde, samen met haar broer Alexander en zus Maria, naar Engeland om daar toenmalig prins-regent George te ontmoeten. Tijdens het Congres van Wenen zagen ze de prins-regent weer. 
Het was ook in Engeland dat Catharina kroonprins Willem van Württemberg ontmoette. Het was liefde op het eerste gezicht voor het koppel. Willem was in die tijd echter wel gehuwd met de mooie prinses Caroline Augusta van Beieren. Maar zijn liefde voor Catharina was zo groot dat hij zich van Caroline Augusta liet scheiden. Niet lang daarna traden Willem en Catharina in het huwelijk op 24 januari 1816 te Sint-Petersburg. Toen haar man op 30 oktober 1816 de nieuwe koning van Württemberg werd, als Willem I, werd Catharina de nieuwe koningin. Ze zette zich vooral in voor liefdadigheidswerk in haar nieuwe vaderland. Catharina richtte verschillende instanties op die opkwamen voor het goede van de gewone burgers.

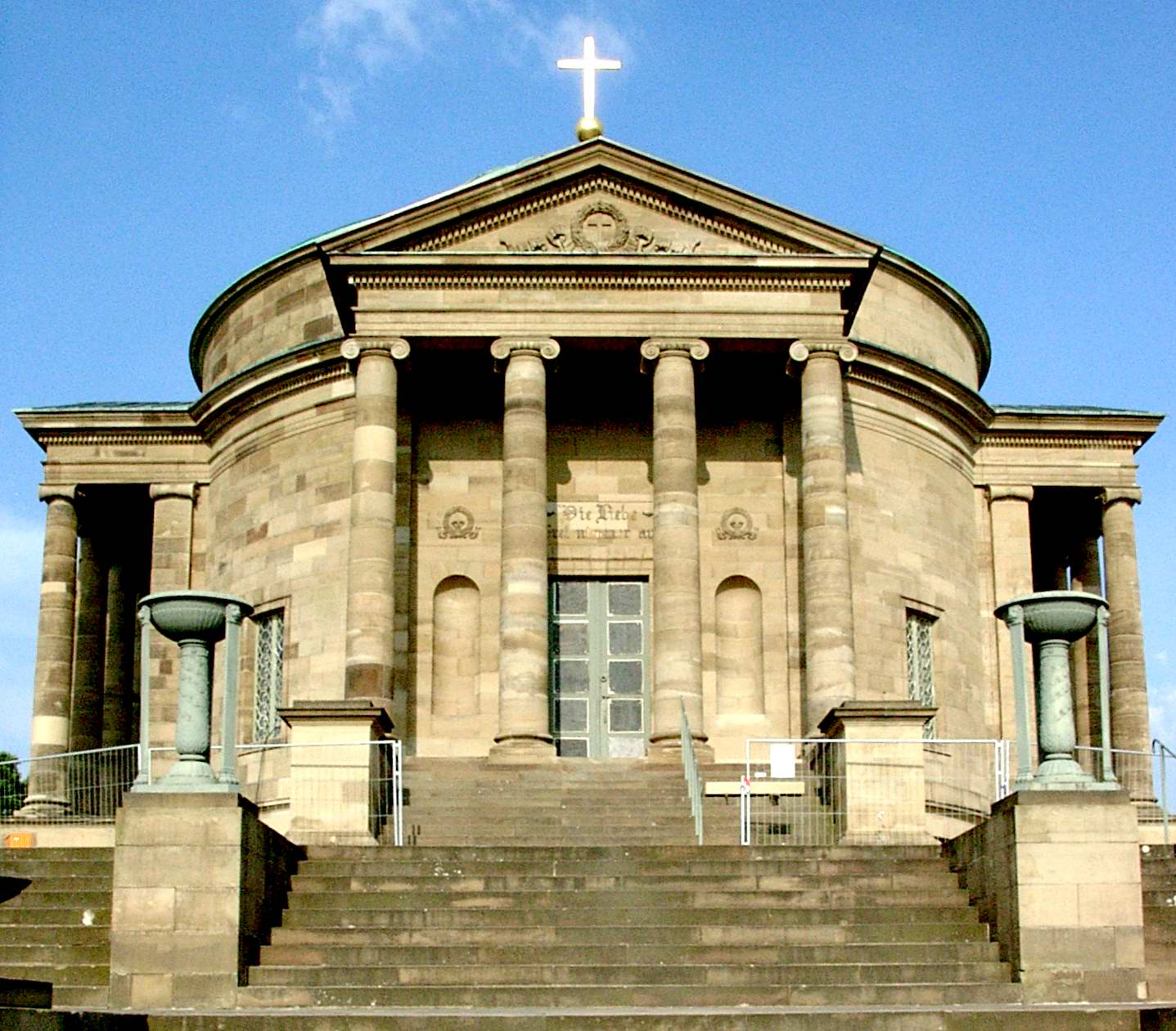
Het mausoleum te Stuttgart-Rotenberg dat Catharina Paulowna's echtgenoot voor haar liet bouwen. Hij ligt er zelf ook begraven.

Uit het huwelijk van Willem en Catharina werden twee dochters geboren:
- Maria Frederika Charlotte (30 oktober 1816 - 4 januari 1887), zij trouwde in 1840 met Alfred graaf von Neipperg
- Sophia Frederika Mathilde (17 juni 1818 - 3 juni 1877), trad in het huwelijk met de latere koning Willem III der Nederlanden.

## Overlijden
Catharina betrapte op 3 januari 1819 haar echtgenoot met een ander; de Italiaanse barones Blanche de la Flèche. Ontzet vluchtte ze in het winterse weer met te weinig kleren aan naar Stuttgart. Nog geen week later was ze dood. Volgens de officiële lezing stierf ze aan een aangezichtsaandoening, die werd versneld door een beroerte. Enkele artsen legden een verband met haar vlucht. Na haar dood bouwde haar man het mausoleum te Stuttgart-Rotenberg in haar naam. Hij trad opnieuw in het huwelijk met Pauline van Württemberg (1800-1873).

## Kwartierstaat
| Karel Frederik van Sleeswijk-Holstein-Gottorp (1700-1739) | Karel Frederik van Sleeswijk-Holstein-Gottorp (1700-1739) | Karel Frederik van Sleeswijk-Holstein-Gottorp (1700-1739) | Karel Frederik van Sleeswijk-Holstein-Gottorp (1700-1739) | Karel Frederik van Sleeswijk-Holstein-Gottorp (1700-1739) | Karel Frederik van Sleeswijk-Holstein-Gottorp (1700-1739) | Anna Petrovna van Rusland (1708-1728) | Anna Petrovna van Rusland (1708-1728) | Anna Petrovna van Rusland (1708-1728)          | Anna Petrovna van Rusland (1708-1728)          | Anna Petrovna van Rusland (1708-1728)          | Anna Petrovna van Rusland (1708-1728)          |                                                |                                                | Christiaan August van Anhalt-Zerbst (1690-1747) | Christiaan August van Anhalt-Zerbst (1690-1747) | Christiaan August van Anhalt-Zerbst (1690-1747) | Christiaan August van Anhalt-Zerbst (1690-1747) | Christiaan August van Anhalt-Zerbst (1690-1747) | Christiaan August van Anhalt-Zerbst (1690-1747) | Johanna Elisabeth van Sleeswijk-Holstein-Gottorp (1712-1760) | Johanna Elisabeth van Sleeswijk-Holstein-Gottorp (1712-1760) | Johanna Elisabeth van Sleeswijk-Holstein-Gottorp (1712-1760) | Johanna Elisabeth van Sleeswijk-Holstein-Gottorp (1712-1760) | Johanna Elisabeth van Sleeswijk-Holstein-Gottorp (1712-1760) | Johanna Elisabeth van Sleeswijk-Holstein-Gottorp (1712-1760) |                                            |                                            | Karel Alexander van Württemberg (1684-1737) | Karel Alexander van Württemberg (1684-1737) | Karel Alexander van Württemberg (1684-1737) | Karel Alexander van Württemberg (1684-1737) | Karel Alexander van Württemberg (1684-1737)   | Karel Alexander van Württemberg (1684-1737)   | Maria Augusta von Thurn und Taxis (1706-1756) | Maria Augusta von Thurn und Taxis (1706-1756) | Maria Augusta von Thurn und Taxis (1706-1756) | Maria Augusta von Thurn und Taxis (1706-1756) | Maria Augusta von Thurn und Taxis (1706-1756)              | Maria Augusta von Thurn und Taxis (1706-1756)              |                                                            |                                                            | Frederik Willem van Brandenburg-Schwedt (1700-1771)        | Frederik Willem van Brandenburg-Schwedt (1700-1771)        | Frederik Willem van Brandenburg-Schwedt (1700-1771)           | Frederik Willem van Brandenburg-Schwedt (1700-1771)           | Frederik Willem van Brandenburg-Schwedt (1700-1771)           | Frederik Willem van Brandenburg-Schwedt (1700-1771)           | Sophia Dorothea van Pruisen (1719-1765)                       | Sophia Dorothea van Pruisen (1719-1765)                       | Sophia Dorothea van Pruisen (1719-1765) | Sophia Dorothea van Pruisen (1719-1765) | Sophia Dorothea van Pruisen (1719-1765) | Sophia Dorothea van Pruisen (1719-1765) |  |  |  |  |  |  |  |  |  |  |  |  |  |  |  |  |  |  |  |  |  |  |  |  |  |  |  |  |  |  |  |  |  |  |  |  |  |  |  |  |  |  |  |  |  |  |  |  |
| Karel Frederik van Sleeswijk-Holstein-Gottorp (1700-1739) | Karel Frederik van Sleeswijk-Holstein-Gottorp (1700-1739) | Karel Frederik van Sleeswijk-Holstein-Gottorp (1700-1739) | Karel Frederik van Sleeswijk-Holstein-Gottorp (1700-1739) | Karel Frederik van Sleeswijk-Holstein-Gottorp (1700-1739) | Karel Frederik van Sleeswijk-Holstein-Gottorp (1700-1739) | Anna Petrovna van Rusland (1708-1728) | Anna Petrovna van Rusland (1708-1728) | Anna Petrovna van Rusland (1708-1728)          | Anna Petrovna van Rusland (1708-1728)          | Anna Petrovna van Rusland (1708-1728)          | Anna Petrovna van Rusland (1708-1728)          |                                                |                                                | Christiaan August van Anhalt-Zerbst (1690-1747) | Christiaan August van Anhalt-Zerbst (1690-1747) | Christiaan August van Anhalt-Zerbst (1690-1747) | Christiaan August van Anhalt-Zerbst (1690-1747) | Christiaan August van Anhalt-Zerbst (1690-1747) | Christiaan August van Anhalt-Zerbst (1690-1747) | Johanna Elisabeth van Sleeswijk-Holstein-Gottorp (1712-1760) | Johanna Elisabeth van Sleeswijk-Holstein-Gottorp (1712-1760) | Johanna Elisabeth van Sleeswijk-Holstein-Gottorp (1712-1760) | Johanna Elisabeth van Sleeswijk-Holstein-Gottorp (1712-1760) | Johanna Elisabeth van Sleeswijk-Holstein-Gottorp (1712-1760) | Johanna Elisabeth van Sleeswijk-Holstein-Gottorp (1712-1760) |                                            |                                            | Karel Alexander van Württemberg (1684-1737) | Karel Alexander van Württemberg (1684-1737) | Karel Alexander van Württemberg (1684-1737) | Karel Alexander van Württemberg (1684-1737) | Karel Alexander van Württemberg (1684-1737)   | Karel Alexander van Württemberg (1684-1737)   | Maria Augusta von Thurn und Taxis (1706-1756) | Maria Augusta von Thurn und Taxis (1706-1756) | Maria Augusta von Thurn und Taxis (1706-1756) | Maria Augusta von Thurn und Taxis (1706-1756) | Maria Augusta von Thurn und Taxis (1706-1756)              | Maria Augusta von Thurn und Taxis (1706-1756)              |                                                            |                                                            | Frederik Willem van Brandenburg-Schwedt (1700-1771)        | Frederik Willem van Brandenburg-Schwedt (1700-1771)        | Frederik Willem van Brandenburg-Schwedt (1700-1771)           | Frederik Willem van Brandenburg-Schwedt (1700-1771)           | Frederik Willem van Brandenburg-Schwedt (1700-1771)           | Frederik Willem van Brandenburg-Schwedt (1700-1771)           | Sophia Dorothea van Pruisen (1719-1765)                       | Sophia Dorothea van Pruisen (1719-1765)                       | Sophia Dorothea van Pruisen (1719-1765) | Sophia Dorothea van Pruisen (1719-1765) | Sophia Dorothea van Pruisen (1719-1765) | Sophia Dorothea van Pruisen (1719-1765) |  |  |  |  |  |  |  |  |  |  |  |  |  |  |  |  |  |  |  |  |  |  |  |  |  |  |  |  |  |  |  |  |  |  |  |  |  |  |  |  |  |  |  |  |  |  |  |  |
|                                                           |                                                           |                                                           |                                                           |                                                           |                                                           |                                       |                                       |                                                |                                                |                                                |                                                |                                                |                                                |                                                 |                                                 |                                                 |                                                 |                                                 |                                                 |                                                              |                                                              |                                                              |                                                              |                                                              |                                                              |                                            |                                            |                                             |                                             |                                             |                                             |                                               |                                               |                                               |                                               |                                               |                                               |                                                            |                                                            |                                                            |                                                            |                                                            |                                                            |                                                               |                                                               |                                                               |                                                               |                                                               |                                                               |                                         |                                         |                                         |                                         |  |  |  |  |  |  |  |  |  |  |  |  |  |  |  |  |  |  |  |  |  |  |  |  |  |  |  |  |  |  |  |  |  |  |  |  |  |  |  |  |  |  |  |  |  |  |  |  |
|                                                           |                                                           |                                                           |                                                           | Peter III van Rusland (1728–1762)                         | Peter III van Rusland (1728–1762)                         | Peter III van Rusland (1728–1762)     | Peter III van Rusland (1728–1762)     | Peter III van Rusland (1728–1762)              | Peter III van Rusland (1728–1762)              |                                                |                                                |                                                |                                                |                                                 |                                                 | Catharina de Grote (1729–1796)                  | Catharina de Grote (1729–1796)                  | Catharina de Grote (1729–1796)                  | Catharina de Grote (1729–1796)                  | Catharina de Grote (1729–1796)                               | Catharina de Grote (1729–1796)                               |                                                              |                                                              |                                                              |                                                              |                                            |                                            |                                             |                                             |                                             |                                             | Frederik Eugenius van Württemberg (1732-1797) | Frederik Eugenius van Württemberg (1732-1797) | Frederik Eugenius van Württemberg (1732-1797) | Frederik Eugenius van Württemberg (1732-1797) | Frederik Eugenius van Württemberg (1732-1797) | Frederik Eugenius van Württemberg (1732-1797) |                                                            |                                                            |                                                            |                                                            |                                                            |                                                            | Frederika Dorothea Sophia van Brandenburg-Schwedt (1736-1798) | Frederika Dorothea Sophia van Brandenburg-Schwedt (1736-1798) | Frederika Dorothea Sophia van Brandenburg-Schwedt (1736-1798) | Frederika Dorothea Sophia van Brandenburg-Schwedt (1736-1798) | Frederika Dorothea Sophia van Brandenburg-Schwedt (1736-1798) | Frederika Dorothea Sophia van Brandenburg-Schwedt (1736-1798) |                                         |                                         |                                         |                                         |  |  |  |  |  |  |  |  |  |  |  |  |  |  |  |  |  |  |  |  |  |  |  |  |  |  |  |  |  |  |  |  |  |  |  |  |  |  |  |  |  |  |  |  |  |  |  |  |
|                                                           |                                                           |                                                           |                                                           | Peter III van Rusland (1728–1762)                         | Peter III van Rusland (1728–1762)                         | Peter III van Rusland (1728–1762)     | Peter III van Rusland (1728–1762)     | Peter III van Rusland (1728–1762)              | Peter III van Rusland (1728–1762)              |                                                |                                                |                                                |                                                |                                                 |                                                 | Catharina de Grote (1729–1796)                  | Catharina de Grote (1729–1796)                  | Catharina de Grote (1729–1796)                  | Catharina de Grote (1729–1796)                  | Catharina de Grote (1729–1796)                               | Catharina de Grote (1729–1796)                               |                                                              |                                                              |                                                              |                                                              |                                            |                                            |                                             |                                             |                                             |                                             | Frederik Eugenius van Württemberg (1732-1797) | Frederik Eugenius van Württemberg (1732-1797) | Frederik Eugenius van Württemberg (1732-1797) | Frederik Eugenius van Württemberg (1732-1797) | Frederik Eugenius van Württemberg (1732-1797) | Frederik Eugenius van Württemberg (1732-1797) |                                                            |                                                            |                                                            |                                                            |                                                            |                                                            | Frederika Dorothea Sophia van Brandenburg-Schwedt (1736-1798) | Frederika Dorothea Sophia van Brandenburg-Schwedt (1736-1798) | Frederika Dorothea Sophia van Brandenburg-Schwedt (1736-1798) | Frederika Dorothea Sophia van Brandenburg-Schwedt (1736-1798) | Frederika Dorothea Sophia van Brandenburg-Schwedt (1736-1798) | Frederika Dorothea Sophia van Brandenburg-Schwedt (1736-1798) |                                         |                                         |                                         |                                         |  |  |  |  |  |  |  |  |  |  |  |  |  |  |  |  |  |  |  |  |  |  |  |  |  |  |  |  |  |  |  |  |  |  |  |  |  |  |  |  |  |  |  |  |  |  |  |  |
|                                                           |                                                           |                                                           |                                                           |                                                           |                                                           |                                       |                                       |                                                |                                                | Paul I van Rusland (1754-1801)                 | Paul I van Rusland (1754-1801)                 | Paul I van Rusland (1754-1801)                 | Paul I van Rusland (1754-1801)                 | Paul I van Rusland (1754-1801)                  | Paul I van Rusland (1754-1801)                  |                                                 |                                                 |                                                 |                                                 |                                                              |                                                              |                                                              |                                                              |                                                              |                                                              |                                            |                                            |                                             |                                             |                                             |                                             |                                               |                                               |                                               |                                               |                                               |                                               | Sophia Dorothea Augusta Louisa van Württemberg (1759-1828) | Sophia Dorothea Augusta Louisa van Württemberg (1759-1828) | Sophia Dorothea Augusta Louisa van Württemberg (1759-1828) | Sophia Dorothea Augusta Louisa van Württemberg (1759-1828) | Sophia Dorothea Augusta Louisa van Württemberg (1759-1828) | Sophia Dorothea Augusta Louisa van Württemberg (1759-1828) |                                                               |                                                               |                                                               |                                                               |                                                               |                                                               |                                         |                                         |                                         |                                         |  |  |  |  |  |  |  |  |  |  |  |  |  |  |  |  |  |  |  |  |  |  |  |  |  |  |  |  |  |  |  |  |  |  |  |  |  |  |  |  |  |  |  |  |  |  |  |  |
|                                                           |                                                           |                                                           |                                                           |                                                           |                                                           |                                       |                                       |                                                |                                                | Paul I van Rusland (1754-1801)                 | Paul I van Rusland (1754-1801)                 | Paul I van Rusland (1754-1801)                 | Paul I van Rusland (1754-1801)                 | Paul I van Rusland (1754-1801)                  | Paul I van Rusland (1754-1801)                  |                                                 |                                                 |                                                 |                                                 |                                                              |                                                              |                                                              |                                                              |                                                              |                                                              |                                            |                                            |                                             |                                             |                                             |                                             |                                               |                                               |                                               |                                               |                                               |                                               | Sophia Dorothea Augusta Louisa van Württemberg (1759-1828) | Sophia Dorothea Augusta Louisa van Württemberg (1759-1828) | Sophia Dorothea Augusta Louisa van Württemberg (1759-1828) | Sophia Dorothea Augusta Louisa van Württemberg (1759-1828) | Sophia Dorothea Augusta Louisa van Württemberg (1759-1828) | Sophia Dorothea Augusta Louisa van Württemberg (1759-1828) |                                                               |                                                               |                                                               |                                                               |                                                               |                                                               |                                         |                                         |                                         |                                         |  |  |  |  |  |  |  |  |  |  |  |  |  |  |  |  |  |  |  |  |  |  |  |  |  |  |  |  |  |  |  |  |  |  |  |  |  |  |  |  |  |  |  |  |  |  |  |  |
|                                                           |                                                           |                                                           |                                                           |                                                           |                                                           |                                       |                                       |                                                |                                                |                                                |                                                |                                                |                                                |                                                 |                                                 |                                                 |                                                 |                                                 |                                                 |                                                              |                                                              |                                                              |                                                              |                                                              |                                                              |                                            |                                            |                                             |                                             |                                             |                                             |                                               |                                               |                                               |                                               |                                               |                                               |                                                            |                                                            |                                                            |                                                            |                                                            |                                                            |                                                               |                                                               |                                                               |                                                               |                                                               |                                                               |                                         |                                         |                                         |                                         |  |  |  |  |  |  |  |  |  |  |  |  |  |  |  |  |  |  |  |  |  |  |  |  |  |  |  |  |  |  |  |  |  |  |  |  |  |  |  |  |  |  |  |  |  |  |  |  |
|                                                           |                                                           |                                                           |                                                           |                                                           |                                                           |                                       |                                       |                                                |                                                |                                                |                                                |                                                |                                                |                                                 |                                                 |                                                 |                                                 |                                                 |                                                 |                                                              |                                                              |                                                              |                                                              |                                                              |                                                              |                                            |                                            |                                             |                                             |                                             |                                             |                                               |                                               |                                               |                                               |                                               |                                               |                                                            |                                                            |                                                            |                                                            |                                                            |                                                            |                                                               |                                                               |                                                               |                                                               |                                                               |                                                               |                                         |                                         |                                         |                                         |  |  |  |  |  |  |  |  |  |  |  |  |  |  |  |  |  |  |  |  |  |  |  |  |  |  |  |  |  |  |  |  |  |  |  |  |  |  |  |  |  |  |  |  |  |  |  |  |
| Alexander I van Rusland (1777–1825)                       | Alexander I van Rusland (1777–1825)                       | Alexander I van Rusland (1777–1825)                       | Alexander I van Rusland (1777–1825)                       | Alexander I van Rusland (1777–1825)                       | Alexander I van Rusland (1777–1825)                       |                                       |                                       | Constantijn Pavlovitsj van Rusland (1779-1831) | Constantijn Pavlovitsj van Rusland (1779-1831) | Constantijn Pavlovitsj van Rusland (1779-1831) | Constantijn Pavlovitsj van Rusland (1779-1831) | Constantijn Pavlovitsj van Rusland (1779-1831) | Constantijn Pavlovitsj van Rusland (1779-1831) |                                                 |                                                 | Maria Pavlovna van Rusland (1786-1859)          | Maria Pavlovna van Rusland (1786-1859)          | Maria Pavlovna van Rusland (1786-1859)          | Maria Pavlovna van Rusland (1786-1859)          | Maria Pavlovna van Rusland (1786-1859)                       | Maria Pavlovna van Rusland (1786-1859)                       |                                                              |                                                              | Catharina Paulowna van Rusland (1788-1819)                   | Catharina Paulowna van Rusland (1788-1819)                   | Catharina Paulowna van Rusland (1788-1819) | Catharina Paulowna van Rusland (1788-1819) | Catharina Paulowna van Rusland (1788-1819)  | Catharina Paulowna van Rusland (1788-1819)  |                                             |                                             | Anna Paulowna van Rusland (1795-1865)         | Anna Paulowna van Rusland (1795-1865)         | Anna Paulowna van Rusland (1795-1865)         | Anna Paulowna van Rusland (1795-1865)         | Anna Paulowna van Rusland (1795-1865)         | Anna Paulowna van Rusland (1795-1865)         |                                                            |                                                            | Nicolaas I van Rusland (1796–1855)                         | Nicolaas I van Rusland (1796–1855)                         | Nicolaas I van Rusland (1796–1855)                         | Nicolaas I van Rusland (1796–1855)                         | Nicolaas I van Rusland (1796–1855)                            | Nicolaas I van Rusland (1796–1855)                            |                                                               |                                                               | 3 zusters en 1 broer                                          | 3 zusters en 1 broer                                          | 3 zusters en 1 broer                    | 3 zusters en 1 broer                    | 3 zusters en 1 broer                    | 3 zusters en 1 broer                    |  |  |  |  |  |  |  |  |  |  |  |  |  |  |  |  |  |  |  |  |  |  |  |  |  |  |  |  |  |  |  |  |  |  |  |  |  |  |  |  |  |  |  |  |  |  |  |  |

- Gemeinsame Normdatei: 118560603
- International Standard Name Identifier: 0000 0001 0903 1573
- Library of Congress Control Number: no2004013421
- Nationale Bibliotheek van Tsjechië: js2006312181
- Nationale Bibliotheek van Israël: 987007307843405171
- Nationale Bibliotheek van Polen: a0000001201267
- Nederlandse Thesaurus van Auteursnamen: 120355949
- Istituto Centrale per il Catalogo Unico: INTV001119
- LIBRIS: 261345
- Système universitaire de documentation: 08284657X
- Virtual International Authority File: 54940237
- WorldCat: E39PBJycTFxdW6RbmK7kgX4pfq